# Philodromus daoxianen
Philodromus daoxianen là một loài nhện trong họ Philodromidae.
Loài này thuộc chi Philodromus. Philodromus daoxianen được Chang-Min Yin, Peng & Joo-Pil Kim miêu tả năm 1999.